# Ifigenia i Tauris
Ifigeneia i Tauris (grekiska Ιφιγένεια εν Ταύροις) är ett drama av Euripides från cirka 410 f.Kr. (Svensk översättning av Tord Bæckström (1908-1991), 1965).

## Andra verk med samma titel
- Iphigenie auf Tauris är en bearbetning av Euripides drama av Johann Wolfgang von Goethe.
- Ifigenia in Tauride är en opera av Leonardo Vinci.
- Ifigenia in Tauride är en opera av Tommaso Traetta.
- Iphigénie en Tauride (svensk titel: Iphigénie uti Tauriden, Ifigenia i Tauriden eller Ifigenia på Tauris), är en opera av Christoph Willibald Gluck till ett libretto på franska av Nicolas-François Guillard, uppförd första gången 18 maj 1779.
- Iphigénie en Tauride, är en opera av Niccolò Piccinni, till ett libretto av Alphonse du Congé Dubreuil baserat på ett skådespel med samma namn av Claude Guimond de la Touche och Euripides text, uppförd första gången 23 januari 1781.
- Iphigénie en Tauride, är en opera av tonsättarna Henri Desmarets och André Campra till ett libretto av Joseph-François Duché de Vancy med tillägg av Antoine Danchet.